# Mark Waer
Mark Jozef Albert baron Waer (Leuven, 10 maart 1951) is een Vlaams hoogleraar immunologie. Van 1 augustus 2009 tot 31 juli 2013 was hij rector van de Katholieke Universiteit Leuven.

## Academische carrière
Waer studeerde in 1976 Magna cum laude af als dokter in de geneeskunde, specialiseerde zich in de interne geneeskunde, met name in de nefrologie, en behaalde in 1983 een doctoraat aan de Katholieke Universiteit Leuven over Immunological effects of fractionated total lymphoid irradiation on the induction of transplantation tolerance and in the treatment of autoimmune disorders. Van 1983 tot 1985 was hij een fellow aan de Stanford-universiteit in Californië.
In 1992 werd hij benoemd tot hoogleraar immunologie aan de faculteit Geneeskunde. Van 1998 tot 2005 was hij hoofdgeneesheer van het Universitair Ziekenhuis Leuven, een positie die hij ook combineerde met een adviesopdracht bij de federale minister van Volksgezondheid. In 2005 werd hij vicerector Biomedische Wetenschappen in de ploeg van rector Marc Vervenne. In 2006 nam hij tot 2007 ad-interim de functie op van algemeen directeur van de Universitaire Ziekenhuizen KU Leuven. Sinds 2006 was hij ook voorzitter van de raad van bestuur van deze ziekenhuizen.
Zijn onderzoek spitst zich toe op de domeinen van transplantatie immunologie waaronder inductie van transplantatietolerantie, beenmergchimerisme, nieuwe immunosuppressiva, xenotransplantatie, tumorimmunologie waaronder immunologische afweermechanismes tegen kanker, graft versus leukemia effect en autoimmuniteit, meer specifiek het immuun mechanisme in experimentele modellen voor multiple sclerose, diabetes, ziekte van Crohn en artritis.
Waer is lid van de Koninklijke Academie voor Geneeskunde, ondervoorzitter van de Francqui-Stichting en mede-uitgever van het tijdschrift Transplantation. In juli 2017 werd hij voorgedragen voor de verlening van de persoonlijke titel van baron.
Hij is gehuwd en heeft vier kinderen.

## Rector
Op 8 mei 2009 werd Waer na een tweede stemronde door de universitaire gemeenschap van de KU Leuven met 54% van de stemmen verkozen tot rector. De tweede stemronde had volgende resultaat:
- aantal stemgerechtigden: 1.549
- aantal uitgebrachte stemmen: 1.258
- Koen Geens behaalde 573 stemmen en Mark Waer 682 stemmen.

De verkiezing van vicerector Waer tot rector werd beschouwd als een keuze voor continuïteit. Door zijn leeftijd kwam hij oorspronkelijk niet meer in aanmerking voor een tweede ambtstermijn, maar door een wijziging in 2012 mocht dit bij de rectorsverkiezingen van 2013 wel. Toch besliste Waer zich niet meer beschikbaar te stellen voor een herverkiezing. Hij werd opgevolgd door kerkjurist Rik Torfs.

## Verkiezingsprogramma
Ter ondersteuning van zijn kandidatuur voor de functie van rector aan de KU Leuven publiceerde Waer op zijn website zijn programma onder de vorm van vijftien doelen voor een dynamisch beleid en bestuur met als thema's:
- De kerntaak: multi- en interdisciplinariteit
- Bestuur: bestuur is geen doel op zich maar staat ten dienste van onderzoek, onderwijs en dienstbetoon
- Zuivere afspraken maken binnen de bestaande beslissingsstructuren
- Interne democratie versterken door de verscheidenheid in de organisaties een stem laten krijgen
- Rectorverkiezing niet herleiden tot een technisch managementsvraagstuk
- Onderwijsinspanningen beter belonen via de ontwikkelde professionele instrumenten
- Vertrouwen geven aan alle personeelsgeledingen
- De rijkdom van de diversiteit ten volle benutten (genderbeleid en allochtonen)
- Wetenschappelijk onderzoek een brede basis geven en hoge toppen laten scheren
- In het onderwijs flexibilisering ondersteunen en kwaliteit waarderen
- De universiteit een vrijplaats bieden voor de studenten
- Het maatschappelijk gelaat van de universiteit versterken door een stem te laten horen in de maatschappelijke discussies
- Participeren in gestructureerde internationale netwerken
- Nationale netwerking en de associatie uitbouwen
- Administratieve vereenvoudiging nastreven

## Onderscheidingen
- 1983 - Fulbright Hays Prijs voor Geneeskundig Onderzoek
- 1983 - NATO Prijs voor Geneeskundig Onderzoek
- 1986 - Prijs van de Belgische Immunologische Vereniging voor de beste presentatie op het Internationaal Congres van Immunologie in Toronto
- 1989 - Prijs van "Levenslijn" voor antikanker behandeling gebruik makend van beenmerg transplantatie
- 1992 - Prijs van Vereniging voor Kankerbestrijding voor studies handelend over leukemie herstel na beenmergtransplantatie
- 1995 - Prijs van de Europese Vereniging van Orgaan Transplantatie voor de beste orale presentatie tijdens het Congres in Wenen
- 1996 - Prijs van Levenslijn voor studies handelend over Xenotransplantatie voor pancreas eilandjes
- 2004-2005 - Binnenlandse Francqui-leerstoel aan de Universiteit Antwerpen voor immunobiologie en immunotherapie

- International Standard Name Identifier: 0000 0003 9814 0185
- Nederlandse Thesaurus van Auteursnamen: 072395141
- Virtual International Authority File: 315946436
- WorldCat: E39PBJmpdJVjMJ7TVWDQ8MRBT3